# Loneliness Society
Loneliness Society (tiếng Thái: โคตรเหงา เรา2คน; RTGS: Khot Ngao Rao Song Khon; tạm dịch: Đôi ta cô đơn) là một bộ phim truyền hình Thái Lan phát sóng năm 2023 với sự tham gia của Way-ar Sangngern (Joss) và Woranuch Bhirombhakdi (Nune). Bộ phim được lên kịch bản dựa trên phim điện ảnh While You Were Sleeping (1995) của Mỹ.
Bộ phim được đạo diễn bởi Ekkasit Trakulkasemsuk và sản xuất bởi GMMTV cùng với Keng Kwang Kang Waisai. Đây là một trong 19 dự án phim truyền hình cho năm 2023 được GMMTV giới thiệu trong sự kiện "GMMTV 2023 Diversely Yours," vào ngày 22 tháng 11 năm 2022. Bộ phim được phát sóng vào lúc 20:30 (ICT), thứ Hai và thứ Ba trên GMM 25 và có mặt trên nền tảng trực tuyến Viu vào 22:30 (ICT) cùng ngày, bắt đầu từ ngày 5 tháng 6 năm 2023. Bộ phim kết thúc vào ngày 18 tháng 7 năm 2023.

## Diễn viên

### Diễn viên chính
- Way-ar Sangngern (Joss) vai Than
- Woranuch Bhirombhakdi (Nune) vai Meena

### Diễn viên phụ
- Sittha Sapanuchart (Iang) vai Arthit
- Ployshompoo Supasap (Jan) vai Cathy
- Naravit Lertratkosum (Pond) vai Alan
- Krongkwan Nakornthap (Jaoying) vai Khaotung
- Yanee Jongwisut vai Raynu (mẹ của Arthit)
- Nathapatsorn Simasthien (Dao) vai Earng
- Pachchun Hiranprateep (Chun) vai Ball (con của Earng)
- Jirawat Wachirasarunpat (Wo) vai bố của Arthit
- Warinda Damrongphol (Dada) vai Linda
- Sumet Ong vai Jek
- Pawin Kulkaranyawich vai James
- Natee Chawapong (Kai) vai Bác sĩ

## Nhạc phim
| Tên bài hát              | Thể hiện                   | Ref.  |
| ------------------------ | -------------------------- | ----- |
| เหงา (Loneliness) (Ngao) | Nattanon Tongsaeng (Fluke) | [ 4 ] |